# Cissé (Barani)
Pour les articles homonymes, voir Cissé.
Cissé est une commune située dans le département de Barani de la province de Kossi au Burkina Faso.